# Alpiner Australia New Zealand Cup 2022
Die Saison 2022 des alpinen Australia New Zealand Cups wurde vom 22. bis zum 30. August 2022 veranstaltet und war – wie auch die anderen Kontinentalrennserien des internationalen Ski-Verbandes FIS – ein Unterbau zum Weltcup. Sie zählt laut FIS-Regularien bereits zur jahresübergreifenden Wettbewerbssaison 2022/23. Die Rennen fanden ausschließlich am Coronet Peak in Neuseeland statt. Es war die erste Austragung seit 2019, die Veranstaltungen 2020 und 2021 fanden aufgrund der COVID-19-Pandemie nicht statt.

## Cupwertungen

### Gesamt
| Rang | Athlet           | Punkte |
| ---- | ---------------- | ------ |
| 1    | Isaiah Nelson    | 330    |
| 2    | Adam Žampa       | 270    |
| 3    | Willis Feasey    | 235    |
| 4    | Benjamin Ritchie | 212    |
| 5    | Andreas Žampa    | 210    |

| Rang | Athletin         | Punkte |
| ---- | ---------------- | ------ |
| 1    | Ava Sunshine     | 370    |
| 2    | Candace Crawford | 300    |
| 3    | Katie Hensien    | 240    |
| 4    | Zoe Zimmermann   | 196    |
| 5    | Alice Robinson   | 160    |

### Super-G
| Rang | Athlet            | Punkte |
| ---- | ----------------- | ------ |
| 1    | Willis Feasey     | 200    |
| 2    | Adam Žampa        | 160    |
| 3    | Samuel Dupratt    | 95     |
| 4    | Hugh McAdam       | 81     |
| 5    | Vittorio De Pieri | 80     |

| Rang | Athletin             | Punkte |
| ---- | -------------------- | ------ |
| 1    | Candace Crawford     | 200    |
| 2    | Rebeka Jančová       | 130    |
| 3    | Charlotte Henriksson | 100    |
| 4    | Emma Amann           | 86     |
| 5    | Ava Sunshine         | 80     |

### Riesenslalom
| Rang | Athlet        | Punkte |
| ---- | ------------- | ------ |
| 1    | Isaiah Nelson | 180    |
| 2    | Andreas Žampa | 160    |
| 3    | Timon Haugan  | 130    |
| 4    | Adam Žampa    | 110    |
| 5    | Ian Gut       | 90     |

| Rang | Athletin         | Punkte |
| ---- | ---------------- | ------ |
| 1    | Katie Hensien    | 140    |
| 2    | Ava Sunshine     | 130    |
| 3    | Candace Crawford | 100    |
| 3    | Alice Robinson   | 100    |
| 5    | Elise Hitter     | 95     |

### Slalom
| Rang | Athlet                    | Punkte |
| ---- | ------------------------- | ------ |
| 1    | Benjamin Ritchie          | 180    |
| 2    | Isaiah Nelson             | 150    |
| 3    | Reto Schmidiger           | 130    |
| 4    | Andreas Soensterud Amdahl | 100    |
| 5    | Dionys Kippel             | 60     |

| Rang | Athletin       | Punkte |
| ---- | -------------- | ------ |
| 1    | Zoe Zimmermann | 160    |
| 1    | Ava Sunshine   | 160    |
| 3    | Katie Hensien  | 100    |
| 3    | Lara Baumann   | 100    |
| 5    | Piera Hudson   | 80     |

## Podestplatzierungen Herren
| Datum      | Ort                | Disziplin    | 1. Platz         | 2. Platz         | 3. Platz                  |
| ---------- | ------------------ | ------------ | ---------------- | ---------------- | ------------------------- |
| 22.08.2022 | Coronet Peak (NZL) | Slalom       | Isaiah Nelson    | Benjamin Ritchie | Dionys Kippel             |
| 23.08.2022 | Coronet Peak (NZL) | Slalom       | Benjamin Ritchie | Reto Schmidiger  | Andreas Soensterud Amdahl |
| 27.08.2022 | Coronet Peak (NZL) | Super-G      | Willis Feasey    | Adam Žampa       | Teo Žampa                 |
| 27.08.2022 | Coronet Peak (NZL) | Super-G      | Willis Feasey    | Adam Žampa       | Garret Driller            |
| 29.08.2022 | Coronet Peak (NZL) | Riesenslalom | Isaiah Nelson    | Timon Haugan     | Andreas Žampa             |
| 30.08.2022 | Coronet Peak (NZL) | Riesenslalom | Andreas Žampa    | Isaiah Nelson    | Adam Žampa                |

## Podestplatzierungen Damen
| Datum      | Ort                | Disziplin    | 1. Platz         | 2. Platz       | 3. Platz             |
| ---------- | ------------------ | ------------ | ---------------- | -------------- | -------------------- |
| 22.08.2022 | Coronet Peak (NZL) | Slalom       | Katie Hensien    | Ava Sunshine   | Zoe Zimmermann       |
| 23.08.2022 | Coronet Peak (NZL) | Slalom       | Zoe Zimmermann   | Ava Sunshine   | Allie Resnick        |
| 27.08.2022 | Coronet Peak (NZL) | Super-G      | Candace Crawford | Rebeka Jančová | Charlotte Henriksson |
| 27.08.2022 | Coronet Peak (NZL) | Super-G      | Candace Crawford | Ava Sunshine   | Alice Robinson       |
| 29.08.2022 | Coronet Peak (NZL) | Riesenslalom | Candace Crawford | Katie Hensien  | Riikka Honkanen      |
| 30.08.2022 | Coronet Peak (NZL) | Riesenslalom | Alice Robinson   | Ava Sunshine   | Katie Hensien        |